# Lourinhanosaurus
Lourinhanosaurus (lagarto da Lourinhã) foi um gênero de dinossauro terópode carnívoro que viveu durante o Jurássico Superior. Seus primeiros registros foram encontrados em Peralta, próximo à Lourinhã (Portugal) em 1982, mas foi somente descrito em 1998, pelo paleontólogo português Octávio Mateus.
Uma única espécie é descrita até ao momento, o Lourinhanosaurus antunesi, nomeado em homenagem ao paleontólogo português Miguel Telles Antunes.

## Material
O espécime encontrado em Peralta (ML 370) consiste em um esqueleto parcial, composto por seis vértebras cervicais com seis costelas, cinco vértebras sacrais com as costelas, quatorze vértebras caudais, oito chevrons, os dois fêmures, a tíbia e a fíbula direita, um metatarso, dois ílios, e o ísquio e púbis incompletos, além de trinta e dois gastrólitos.
Outro exemplar encontrado em Porto das Barcas (ML 555), pertencente a mesma espécie, consiste de um único fêmur.
Além desses espécimes, cerca de 100 ovos (ML 565), alguns deles contendo ossos embrionários, foram encontrados em 1993, na praia de Paimogo. Assinalados a espécie L. antunesi anos mais tarde.
Tanto o holótipo, como os demais registros, estão patente no Museu da Lourinhã.

## Paleobiologia
O L. antunesi foi um grande dinossauro carnívoro. O espécime encontrado tinha entre 14 e 17 anos de idade, medindo 4,5 metros de comprimento e pesava cerca de 160 kg.

## Sistemática
A relação filogenética do Lourinhanosaurus é controversa devido a parcialidade do esqueleto (principalmente pela falta das partes diagnósticas do púbis), e por não haver consenso entre os especialistas. Inicialmente ele foi assinalado entre os Allosauroidea, e mais tarde o aproximaram a família Sinraptoridae. Recentemente, alguns pesquisadores estão favoráveis à ideia de que o L. antunesi não ser um allosauróideo, mas membro da Megalosauroidea, um grupo mais primitivo de téropodes tetanuros.